# 鳥喙一
鸟喙一（α Tuc / 杜鵑座α）是一个在南天拱极星座杜鹃座的双星。视星等2.86，可以在南半球用肉眼看见。视差测量估计该系统的距离在200光年。它是一个较冷的恒星，表面温度4300K，430倍太阳光度，37-38倍太阳半径，2.5-3太阳质量。该星处于何种演化阶段尚不清楚。
鸟喙一是光谱联星，两星并不能用望远镜解析，但是伴星的存在可以从主星光谱的变化测量出。这个双星的轨道周期11.5年。主星的恒星分类为K3III，已经耗尽了核心氢燃料离开主序带，呈现橙色调的光芒。